# Joseph Gajard
Joseph Gajard, né le 25 juin 1885 à Sonzay et mort le 25 avril 1972 à Solesmes, est un moine bénédictin, chef de chœur et musicologue français. 
Moine de Solesmes et disciple de dom Mocquereau, il est connu comme l'un des principaux restaurateurs du chant grégorien au XXe siècle. Il est notamment le fondateur de la Schola Saint-Grégoire.

## Biographie
Joseph Gajard naît dans une famille modeste et profondément catholique d'artisans et de paysans, dans le village de Sonzay, en Touraine. Il est le benjamin d'une fratrie de quatre. 
En 1897, à l'âge de 12 ans, il entre au petit séminaire de Tours, où il reste jusqu'en 1909. À cette date, il se sent appelé à la vie monastique après une visite à l'abbaye cistercienne de Fontgombault : « je partis de là avec une peur terrible d'avoir le microbe, car je ne pensais pas du tout alors à être moine, et l'idée de quitter tous les miens m'était insupportable ».
Joseph Gajard prend la soutane en 1903, à l'âge de 18 ans, mais doit quitter momentanément le séminaire pour effectuer son service militaire. À son retour en 1904, il entre au grand séminaire — où il devient maître de chapelle en 1907 et s'initie au chant grégorien —, et y reçoit le sous-diaconat le 21 décembre 1907. C'est quelques semaines plus tard, le 2 février 1908, qu'il reçoit « une illumination d'En-Haut » et décide de devenir moine à l'abbaye Saint-Pierre de Solesmes, tandis que le père abbé dom Paul Delatte lui conseille d'achever malgré tout sa formation au séminaire. Il est ordonné prêtre le 5 juin 1909.
À l'automne 1909, l'abbé Gajard se rend à Notre-Dame de Quarr, sur l'île de Wight, où les moines de Solesmes sont réfugiés depuis leur expulsion de France huit ans plus tôt. Il prononce ses vœux simples à l'Assomption 1911, et reçoit du Père abbé l'obédience de travailler sous la direction de dom Mocquereau à l'atelier de Paléographie musicale. En 1910, dom Gajard reçoit également la mission d'enseigner le chant aux hôtes venus se former à l'abbaye, puis, à partir de septembre 1914, succède à dom Mocquereau comme chef de chœur de la communauté, dont il assure désormais le cours de chant hebdomadaire. Il occupe cette fonction jusqu'en 1970. Pour L'Homme nouveau, c'est cette « longévité exceptionnelle qui explique la continuité remarquable du chœur de Solesmes durant ces années ».
En 1913, à la demande du pape Pie X, le travail de l'Édition Vaticane est repris par Solesmes, en la personne de dom Gajard principalement. Celui-ci dirige notamment l'édition du chant de la Passion, publiée pendant la guerre, puis les matines de la Semaine sainte (1922) et celles de Noël (1926). Dom Gajard publie dans le même temps de nombreux articles — sur la rythmique grégorienne notamment — dans la Revue grégorienne et assiste dom Mocquereau dans la rédaction du second tome de son maître-ouvrage, Le Nombre musical grégorien (1927).
En 1922, la communauté quitte l'Angleterre et rentre à Solesmes, où dom Gajard continue ses travaux de paléographie et reçoit de nombreux visiteurs, qu'il doit parfois convaincre du bienfondé de la « méthode de Solesmes ». En 1923, dom Gajard participe à la fondation de l'Institut grégorien de Paris, dont il devient le professeur de chant durant deux ans. 
À partir de 1927, dom Gajard se consacre à l'écriture de l'Antiphonale monasticum (1934), assisté d'un groupe de moines qu'il dirige. 
À la mort de dom Mocquereau le 18 janvier 1930, il lui succède en tant que directeur de l'atelier de paléographie à la demande du père abbé dom Cozien. La revue Paléographie musicale continue donc à être éditée, sous la direction de dom Gajard, qui fonde en outre la revue complémentaire Études grégoriennes en 1955. Dom Gajard travaille par ailleurs à relancer la Revue grégorienne, qui a connu une interruption durant la Seconde Guerre mondiale et dont il devient le directeur en 1946. Plusieurs disques sont également enregistrés sous sa direction. 
En plus du travail qu'il exerce à l'abbaye, dom Gajard multiplie les conférences en France et à l'étranger, particulièrement entre 1930 et 1960, en même temps qu'il donne des cours de chant au Mans, à Angers et à Paris jusqu'aux États-Unis et visite de nombreuses abbayes pour leur faire partager son savoir et son amour du grégorien. Le 1er septembre 1938, il fonde la Schola Saint-Grégoire au Mans, avec Suzanne Bellin.
Dom Gajard meurt le 25 avril 1972 à Solesmes, à l'âge de 86 ans. Ses obsèques sont célébrées à l'abbaye le 28 avril 1972, par le Père Abbé dom Jean Prou, qui note : « [Dom Gajard] résolut de ne faire qu'une seule chose de ses études grégoriennes et de sa vie de moine, du chant et de la prière. [...] La beauté artistique le conduisait à la prière, et la prière de sa vie contemplative lui faisait pénétrer davantage la beauté des pièces grégoriennes pour monter toujours plus vers le Seigneur. [...] C'est que toujours à l'enseignement technique (indispensable certes), il savait joindre l'interprétation spirituelle. C'est dans la plénitude du terme qu'il exerça un apostolat grégorien : je veux dire que non seulement il apprenait à chanter, à prier, à louer Dieu, à l'atteindre dans la contemplation, réalisant en cela le but même du chant grégorien ».

## Publications
- Antiphonale monasticum (éd.), Desclée & Cie, Tournai, 1934 ;
- Le nombre musical grégorien, Paris, Desclée & Cie, 1935 ;
- Les mélodies de Noël, Paris, Desclée & Cie, 1949, 78 p. ;
- La méthode de Solesmes : ses principes constitutifs, ses règles pratiques d'interprétation, Paris, Desclée & Cie, 1956 ;
- Les plus belles mélodies grégoriennes, Solesmes, 2005, 271 p.  (ISBN 978-2852741966) ;
- Notions sur la rythmique grégorienne, Solesmes, 2005, 76 p.